# Christophorus Bononis
Christophorus Bononis, född 1605 i Furingstads församling, Östergötland, död 1658 i Norrköping, Östergötlands län, var en svensk präst.

## Biografi
Christophorus Bononis föddes 1605 i Furingstads socken. Han var son till kyrkoherden Bonde Holstani i Furingstads församling och Sigrid Laurin. Bononis blev 1 februari 1626 student vid Uppsala universitet och prästvigdes 5 juli 1628. Han blev 14 november 1639 komminister i Tveta församling och avsattes från befattningen 1640. Bononis blev 1641 kyrkoherde i Konungsunds församling, mot församlingens vilja. Han avsattes 19 januari 1653, då han vanvårdade Konungsunds prästgård och skapade ordningen bland inventarierna i Konungsunds kyrka. Bononis avled 1658 i Norrköping och begravdes 22 juni samma år.

### Familj
Bononis var gift.